# 巴尔佩塔
巴尔佩塔（Barpeta），是印度阿萨姆邦巴貝塔县的一个城镇和行政中心。总人口41175（2001年）。

## 人口
该地2001年总人口41175人，其中男性20753人，女性20422人；0—6岁人口3923人，其中男2015人，女1908人；识字率80.19%，其中男性为85.74%，女性为74.54%。